# هاکونه سکی
هاکونه سکی (به ژاپنی: 箱根関, Hakone Seki)، یک ایستگاه بازرسی امنیتی یا سکیشو بود که توسط شوگون‌سالاری توکوگاوا در بزرگراه توکایدو (جاده) ایجاد شد که پایتخت ادو را به کیوتو در دوره ادو متصل می‌کرد. در سال ۱۹۲۳، این سایت به عنوان یک یادمان‌های ژاپن شناخته شد.